# Dino Pedriali
Dino Pedriali, né à Rome en 1950 et mort le 11 novembre 2021, est un photographe italien contemporain.

## Biographie
Dino Pedriali est surtout connu  pour ses photographies de nus masculins et pour ses portraits de personnalités comme Segal, Giacomo Manzù, Giorgio De Chirico, Federico Zeri, Marcel Carné, Rama, Alberto Moravia, Federico Fellini, Rudolf Noureev, Andy Warhol, Man Ray, et Pier Paolo Pasolini, ce dernier photographié dans sa maison de Chia en 1975 pour le livre Petrolio peu de temps avant son tragique assassinat qui a eu lieu le 2 novembre 1975 à l'Idroscalo di Ostia,.
En 2004, à l'occasion de la rétrospective Nudi e Ritratti - Fotografie dal 1974/2003, le critique d'art Peter Weiermair l'a décrit comme « Le Caravage de la photographie du XXe siècle », faisant référence, en particulier, au genre du nu. Il écrit « Comme Caravage qui prenait ses modèles dans la rue et les anoblissait dans ses tableaux, affichant leur beauté lascive dans les vêtements mythologiques ou bibliques (jeunes amours ou apôtres vieillissants), en déchirant leurs vêtements, Pedriali fait de même avec ses modèles prolétaires montrant la force, la fierté, la conscience muette de soi-même. ».